# Sloveniens parlament
Sloveniens parlament består af Nationalforsamlingen og Nationalrådet. Nationalforsamlingen er landets lovgivende organ valgt ved direkte valg af folket, forsamlingen har 90 medlemmer. Nationalrådet er et rådgivende organ sammensat af repræsentanter for forskellige sektorer i samfundet og regionerne, Nationalrådet har 40 medlemmer.